# Šumavské lokálky
Šumavské lokálky je soubor tří železničních tratí na jihu České republiky, které ze tří různých míst Jihočeského kraje směřují na Šumavu. Jsou to tratě z Českých Budějovic přes Český Krumlov do Černého Kříže (v jízdním řádku pro cestující označená číslem 194), dále z Číčenic do Nového Údolí (v jízdním řádu pod číslem 197) a spojnici mezi Strakonicemi a Volary (v jízdním řádu označenou číslem 198). V roce 2014 kraj zveřejnil obchodní soutěž, v níž hledal společnost, která by na tratích Šumavské lokálky provozovala železniční dopravu. Následující rok (2015) byly zveřejněny výsledky soutěže, z nichž jako vítěz vzešla privátní společnost GW Train Regio, která tak od roku 2017 vystřídala dosavadního provozovatele České dráhy. Smlouva byla uzavřena na dobu patnácti let.